# Radioaktivt avfall

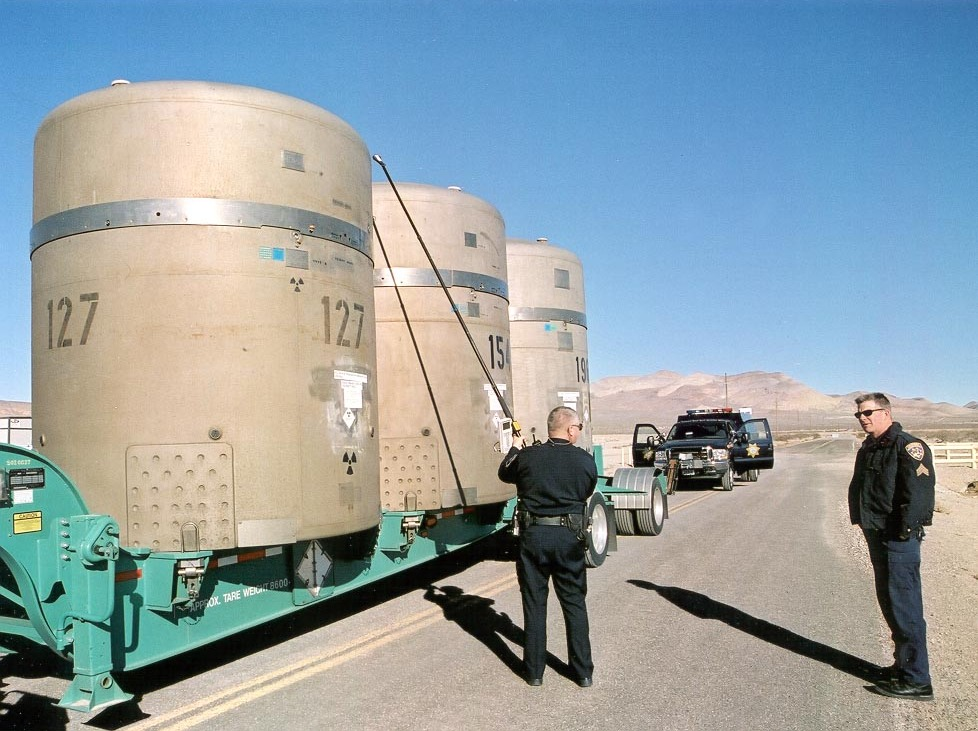
Transport av radioaktivt avfall i USA.

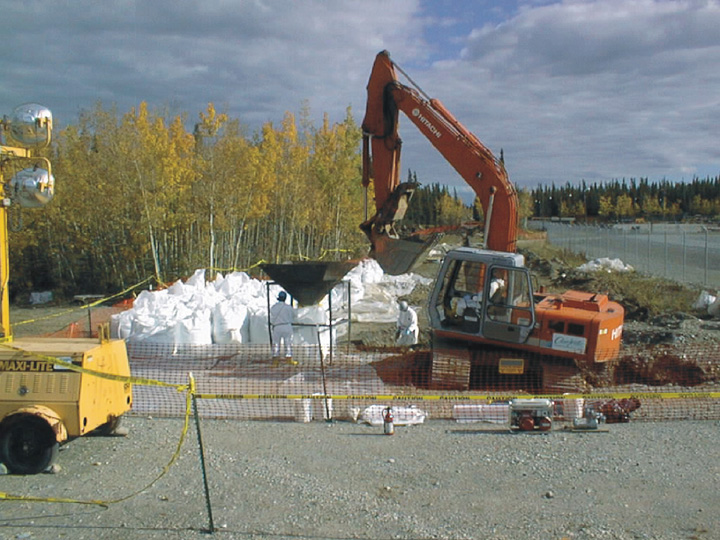
Lågaktivt avfall.

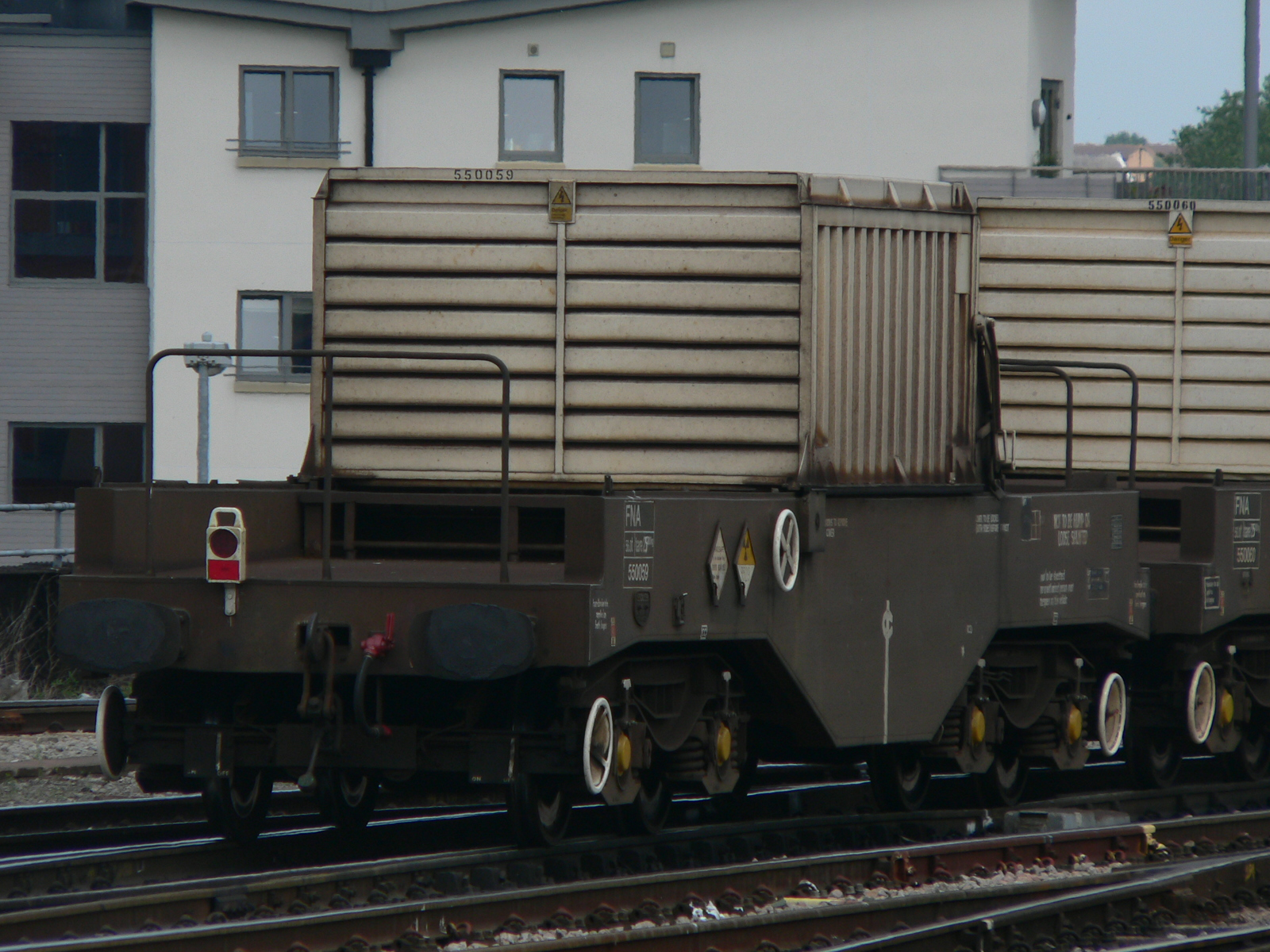
Högaktivt avfall under transport i Storbritannien.

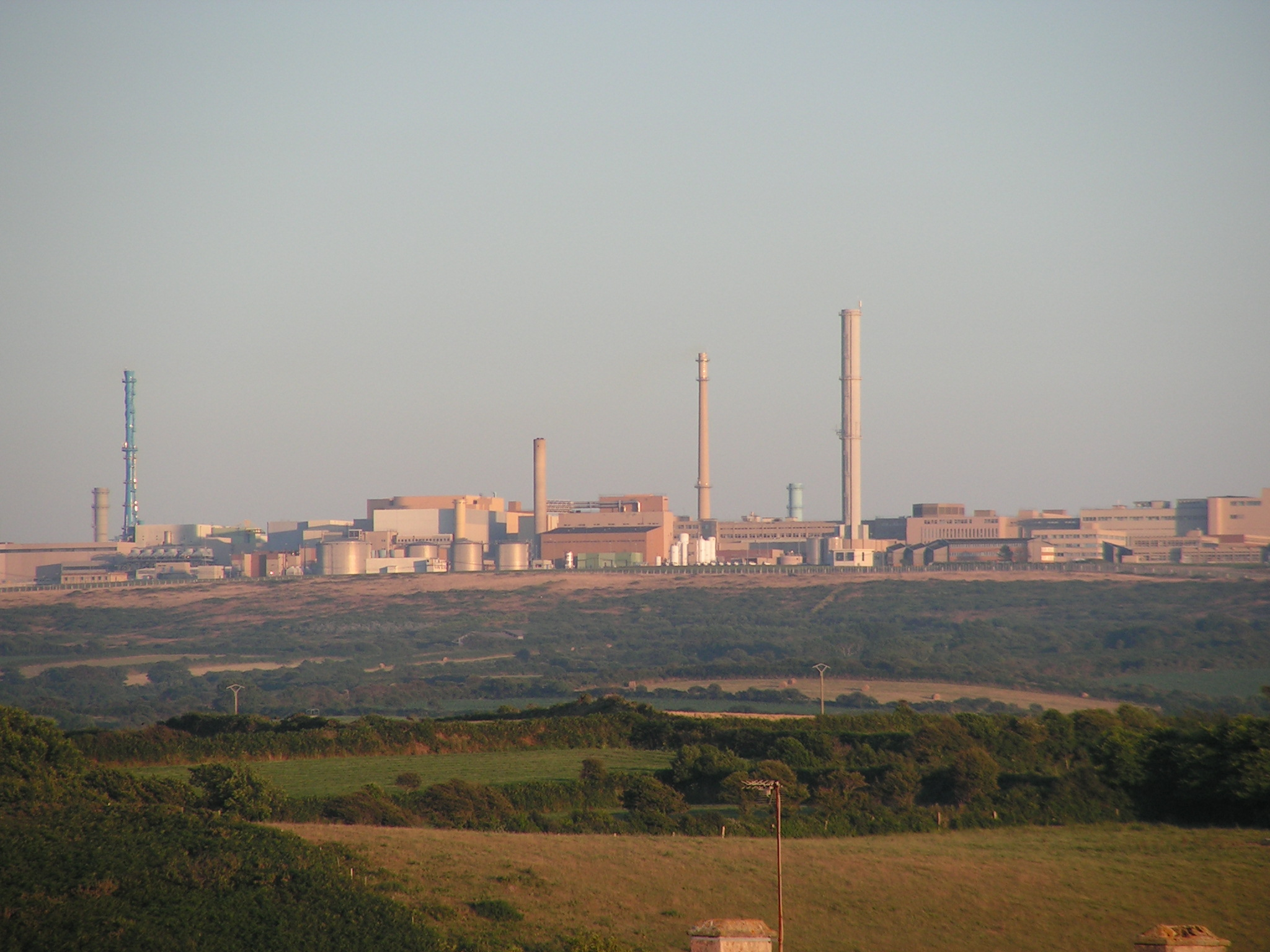
Kärnbränslehanteringsanläggningen Usine de Retraitement de La Hague

Radioaktivt avfall är en restprodukt som innehåller radioaktivt material. Vid sitt sönderfall avger det joniserande strålning, som kan vara hälsofarlig. I kärnbränslecykeln kan nyligen skapat avfall vara tillräckligt radioaktivt för att orsaka död genom strålsjuka. Radioaktiviteten avtar dock med tiden och efter 40 år är strålningsflödet en tusendel av vad det var, när en reaktor stängdes, men behöver ändå vila i hundratusentals år för att återgå till en nivå motsvarande berggrundens. Avfallshanteringen är därför besvärlig och underkastad rigorösa säkerhetsbestämmelser. Slutförvaring av radioaktivt avfall är ett vägval och ett svårt problem. Det mesta avfallet förvaras för närvarande i tillfälliga lagerutrymmen, medan bästa permanenta förvaringsalternativ övervägs.

## Klassificering
Det finns tre olika kategorier av radioaktivt avfall, låg-, medel- och högaktivt:
Lågaktivt avfallutgörs bland annat av driftavfall i form av sopor, skyddskläder, kasserade verktyg, luftfilter eller rivningsavfall som kommer från kärnkraft, industri och sjukhus. Det kräver inga stora säkerhetsåtgärder och ingen strålskärmning. Detta avfall behöver förvaras 20–40 år, innan det är helt säkert.
Medelaktivt avfallutgörs i första hand av filter- och jonbytarmassor, som använts för att fånga upp radioaktiva ämnen ur reaktorvattnet på kärnkraftverken. Det har högre strålningsnivå än det lågaktiva och måste därför omges med en strålskärm av betong eller stål. Det behöver längre förvaringstid, men kräver ingen kylning.
Högaktivt avfallär främst använt kärnbränsle som innehåller klyvningsprodukter och andra ämnen som bildas i kärnkraftverken. Avfallet måste strålskärmas och kylas, innan man så småningom eventuellt kan definitivt slutförvara det. Slutförvaret i Sverige planeras för att radioaktiviteten skall klinga av så att den motsvarar strålningen från omgivande berggrund, vilket tar cirka 100 000 år.

## Hantering
I Sverige slutförvaras låg- och medelaktivt avfall, medan det högaktiva mellanlagras i Clab i väntan på att ett definitivt slutförvar ska konstrueras. Upparbetning, transmutation, spallation eller användning i fjärde generationens reaktorer förefaller inte ha övervägts tillräckligt med tanke på kommande generationers önskemål. Faktorer som anförs till förmån för fjärde generationens reaktorer i förhållande till existerande anläggningsteknik är främst:
- Ett kärnavfall som bara varar i århundraden i stället för årtusenden.
- 100-300 gånger mer energiutbyte från samma mängd kärnbränsle.
- Möjligheten att förbruka existerande kärnavfall vid elproduktion. Dagens högaktiva kärnavfall kan mycket väl bli morgondagens kärnbränsle.[2]

Fördelar finns även i att använda andra kärnbränslen än uran, exempelvis torium.
Avfallsfrågan är inte löst, även om kärnkraftsförespråkare i Sverige antar att den föreslagna slutförvarsmetoden skall kunna användas. Kärnkraftsindustrin har själv ansvaret att hitta en plats och metod som innebär ett säkert slutförvar. För detta ändamål har kärnkraftsindustrin bildat bolaget Svensk Kärnbränslehantering, SKB. SKB:s arbete granskas av Strålsäkerhetsmyndigheten (SSM), av Kärnavfallsrådet samt av miljörörelsen. Kärnavfallsrådets verksamhet upphörde 31 december 2022.
SKB arbetar med en metod för slutförvaring som kallas KBS-3 vilken innebär att det radioaktiva avfallet placeras i kapslar på cirka 500 meters djup. Metoden bygger på att tre barriärer (kopparkapslar, bentonitlera och berggrunden) ska förhindra att radioaktivt avfall kan komma upp till marknivå inom överskådlig tid. SKB har genomfört undersökningar för att välja en lämplig plats för slutförvaring sedan mitten av 1970-talet. I juni 2009 valdes en plats i Östhammars kommun nära det befintliga kärnkraftverket i Forsmark. Det finns kritik, framförallt från miljörörelsen, mot hur SKB skött platsvalsprocessen. Det finns också kritik mot den metod (KBS-3) som valts då det anses att SKB ej kunnat bevisa att metoden är säker.
Avfallet består av uran som inte förbrukats i reaktorn såväl som andra ämnen (mest plutonium och curium). Dessutom utgörs ungefär 3 procent av avfallet av fissionsprodukter. Aktiniderna (uran, plutonium och curium) står för det mesta av långtidsradioaktiviteten, medan fissionsprodukterna är ansvariga för den kortlivade radioaktiviteten. Det är möjligt att separera ut aktiniderna och använda dem igen, vilket ger en reducering i den långtida radioaktiviteten. Det kvarvarande avfallet kommer dock trots detta att vara radioaktivt i åtminstone 300 år, jämfört med upp till 1 000 år om aktiniderna inte tas bort.
Ett stort kärnkraftverk producerar varje år 3 kubikmeter (25-30 ton) högaktivt avfall och kanske 150 kubikmeter låg- och medelaktivt avfall. År 2003 hade USA samlat ihop 49 000 ton avfall från kärnreaktorer. Till skillnad från andra länder tillåter inte USA återvinning av använt bränsle. Enligt Environmental Protection Agency kommer avfallet efter 10 000 år inte längre att utgöra någon hälsorisk.
Kärnkraftens anrikning producerar också många ton utarmat uran, som består av uran-238 med den lättfissionerade isotopen uran-235 borttagen. Uran-238 är en metall med flera användningsområden, till exempel i flygplan, avskärmning av strålning och för att tillverka kulor och pansar då det har högre densitet än bly. Det finns oro för hälsoeffekterna med utarmat uran bland dem som utsätts för materialet i vardagen, till exempel stridsvagnsförare och civila i områden där stora mängder ammunition av utarmat uran har använts.

## Olyckor där radioaktivt avfall har varit inblandat
Sedan 1951 dumpades i Sovjetunionen medel- och högaktivt avfall i Karatjajsjön, främst från Majak. Den 29 september 1957 inträffade en mycket kraftig rent kemisk explosion (inte en kärnexplosion) i ett kylt förvaringslager för högaktivt avfall vid Majak, som fick avfallet att kastas cirka 1 km upp i luften, där det skapade ett radioaktivt moln. Molnet spred i sin tur radioaktivt material över ett stort område.
Vid en torka 1967–1970 spreds stora mängder radioaktivt material via vindar från Karatjajsjöns uttorkade sjöbankar över en yta på omkring 1 800 kvadratkilometer.
Vid flera tillfällen har radioaktiva källor kommit på avvägar, vilket var fallet vid Goiâniaolyckan i Brasilien 1987, där en radioaktiv strålkälla på 50,9 terabecquerel (1375 Curie) stals från ett nedlagt sjukhus.
Jordbävningen vid Tōhoku orsakade en kraftig tsunami som förstörde flera reaktorer i kärnkraftverket Fukushima I.